# Stary Wylezin
Stary Wylezin est une localité polonaise de la gmina de Kowiesy, située dans le powiat de Skierniewice en voïvodie de Łódź.